# كأس أنغولا 2014–15
كأس أنغولا 2014–15 هو موسم من كأس أنغولا. كان عدد الأندية المشاركة فيه 23، وفاز فيه F.C. Bravos do Maquis ‏.